# Daraya
Daraya es una localidad de Siria, situada al sudoeste de la capital, Damasco, de cuyo centro dista 8 kilómetros. Administrativamente pertenece a la Gobernación de la Campiña de Damasco y es capital del distrito homónimo.
La ciudad tenía una población de 78.763 a partir de 2005, siendo la decimonovena ciudad más grande en Siria. Darayya está situada a una altitud de 689 metros (2.260 pies). Es una de las ciudades más antiguas de Siria, según se dice el lugar donde Pablo de Tarso tuvo su conversión (en los años 30 d. C.), "en la carretera de Damasco". El patriarca Gregorio III Laham, el exlíder de la Iglesia greco-católica melquita, nació aquí el 15 de diciembre de 1933 como Lutfy Laham.

## Historia
La localidad fue duramente golpeada durante la guerra civil siria. La ciudad fue un importante foco de protestas contra el gobierno de Bashar al Assad. En 2012 una incursión de las tropas gubernamentales provocó la muerte de más de 300 personas, lo que se conoció como la Masacre de Daraya. La localidad continuó en su mayor parte bajo control de las fuerzas rebeldes, lo que dio lugar a fuertes combates. En abril de 2016 un vídeo de Amnistía Internacional denunció los ataques indiscriminados con bombas de barril que habría lanzado el gobierno sirio contra la localidad, provocando numerosos muertos. En julio de ese año la Oficina del Alto Comisionado de Derechos Humanos de la ONU denunció los ataques contra los cerca de 8.000 habitantes que aún quedaban en la ciudad. A finales de agosto los rebeldes pactan la entrega de la localidad a las fuerzas de Damasco, iniciándose la evacuación de la población civil y la retirada de las tropas rebeldes a sus territorios en el norte del país.